# Retaules i fornícules urbanes (Sant Joan de les Abadesses)
Els Retaules i fornícules urbanes son un conjunt de Sant Joan de les Abadesses (Ripollès) protegit com a Bé Cultural d'Interès Local.

## Descripció
Es tracta d'un conjunt d'elements de religiositat popular que es troben adossats a les façanes d'alguns carrers i places. En general, tenen forma de petites capelles, nínxols amb escultures o plafons ceràmics. Destaquen els següents: el plafó ceràmic de Can Capell, al carrer Jussà; la capella dedicada al Sagrat Cor amb un plafó ceràmic a la cantonada del carrer Faura amb carrer Corriols; un plafó ceràmic a la plaça Major Can Vilella; un nínxol amb la Mare de Déu del Roser a Can Blanxart; un plafó ceràmic amb Sant Joan baptista a l'edifici de Correus; un nínxol amb l'escultura del Sagrat Cor a l'edifici cantonada carrer del beat Miró i Pere Rovira; una capella de la Mare de Déu del Roser al carrer del beat Miró, i un plafó en relleu de santa Magdalena al carrer Berenguer Arnau.